# Maurice Chevalier (album)
Pour les articles homonymes, voir Maurice Chevalier (homonymie).
Albums de Maurice Chevalier
Surboum « Christiné »
(1962) 60 ans de chansons
(1965)
Maurice Chevalier est un album de Maurice Chevalier. Il mêle réenregistrements de succès passés (Mimi, le chapeau de Zozo...) et nouvelles chansons. La plus notable étant le Twist du canotier, en duo avec les Chaussettes noires. Mômes de mon quartier est une chanson écrite par Charles Aznavour, que ce dernier interprétera en 1963 dans son album Qui ?, également publié par Barclay. C'est la seconde et dernière fois que Maurice Chevalier interprète un texte de Charles Aznavour.

## Titres
| No  | Titre                           | Auteur                                                      | Durée |
| --- | ------------------------------- | ----------------------------------------------------------- | ----- |
| 1.  | Moi avec une chanson            | Noël Roux, Georges Garvarentz                               | 2:39  |
| 2.  | Un clochard m'a dit             | Noël Roux, Georges Garvarentz                               | 2:32  |
| 3.  | Mômes de mon quartier           | Charles Aznavour                                            | 2:44  |
| 4.  | Mimi                            | André Hornez, Richard Rodgers                               | 2:01  |
| 5.  | Valentine                       | Henri Christiné, Albert Willemetz                           | 3:29  |
| 6.  | Le Twist du canotier            | Noël Roux, Georges Garvarentz                               | 2:32  |
| 7.  | Contre l'amour y'a rien à faire | Michel Rivgauche, Roger Wallis                              | 2:13  |
| 8.  | Ma Louise                       | Albert Willemetz, Charles-Louis Pothier, Richard A. Whiting | 2:57  |
| 9.  | Vous ne direz pas toujours non  | Noël Barcy, Jean Marion                                     | 2:27  |
| 10. | Le Chapeau de Zozo              | René Sarvil, Charles Borel-Clerc                            | 2:26  |
| 11. | Les Chansons sombres            | Noël Roux, Georges Garvarentz                               | 2:23  |
| 12. | Dites-moi ma mère               | Albert Willemetz, Maurice Yvain                             | 2:39  |